# 波爾蒂芒人體育俱樂部
樸迪莫倫斯體育會（葡萄牙語：Portimonense Sporting Clube，也译波蒂莫嫩塞），是一家位于葡萄牙波爾蒂芒的足球俱乐部，於1914年8月14日成立，是在阿爾加維中少數的職業球隊，目前在葡萄牙足球超級聯賽比赛。
樸迪莫倫斯的球場位於阿爾加維的第二大城市波爾蒂芒，在2011年初進行翻新，使球場容量擴至 9,544 人。球隊並沒有贏得任何冠軍，但有幾次升上超級聯賽參賽。球隊的高峰期是在1980年代，期間一直參與超級聯賽，並參與1985–86年的歐洲足協盃。
2016–17球季在葡甲取得冠軍，得以重返葡萄牙足球超級聯賽。

## 榮譽
- 葡萄牙足球甲級聯賽：2016–17
- 葡萄牙足球乙級聯賽：1978–79, 2000–01

## 外部連結
- 波蒂莫嫩塞 （页面存档备份，存于）的官方网站 （葡萄牙文）
- 波蒂莫嫩塞在Zerozero中的球队资料[永久]